# Allen Klein
Allen Klein (Newark, 18 de dezembro de 1931 - Nova York, 4 de julho de 2009) era um empresário, promotor, produtor de discos e financista norte-americano, notabilizado nos anos 60 e 70 na área do entretenimento musical, mais notadamente no rock, que descobriu ser uma mina de ouro na década de 1960, como empresário audaz e agressivo nos negócios, e que durante uma época foi o mais bem sucedido e conhecido empresário musical do mundo, por ter, como contratados, algumas das maiores bandas de rock de todos os tempos como The Beatles e The Rolling Stones.
O estilo de empreendedor brilhante e persuasivo, porém sem medidas, de Klein valeu-lhe processos de quase todos seus contratados, de quem fez aquisições e assumiu o controle de trabalhos após conseguir para eles contratos extremamente vantajosos com suas gravadoras, além de ter sido investigado, julgado, condenado e cumprido pena por crime de informação privilegiada e fraude em investimentos financeiros.
Sofria de Mal de Alzheimer, e morreu em 4 de julho de 2009 em sua casa em Nova York.

## Início
Filho de um açougueiro de origem judaica húngara de Nova Jérsei, Klein tinha excelente memória para aritmética e trabalhou em diversos pequenos empregos na adolescência enquanto estudava a noite. Nos anos 50, ele cuidava dos livros-caixa de diversos artistas e fez auditorias para gravadoras de Nova Iorque.
Começou um pequeno negócio neste ramo em 1957, em sociedade com sua esposa Betty, até conhecer numa festa de casamento o cantor de sucesso entre as adolescentes americanas Bobby Darin, de quem após alguma conversa, achou que sua gravadora estava lhe devendo direitos de vendagem. Com a concordância de Darin, Klein fez uma auditoria em suas contas e de posse dos números envolveu-se numa discussão legal e com a gravadora do artista, entregando ao fim da disputa um cheque de U$100 mil dólares em direitos não pagos ao atônito Darin. A partir deste dia e pelo resto de sua carreira, Allen Klein passou a ser recomendado como agente entre os artistas do rock e a ser temido e odiado por suas gravadoras.

## Os Rolling Stones
Em 1965, quando os Stones explodiam nas paradas mundiais e se tornavam os grandes rivais dos também britânicos The Beatles, a maior banda do mundo na época, Andrew Loog Oldham, seu empresário desde o início da carreira, se afogava em drogas e ficava incapacitado de continuar gerindo os negócios do grupo.
Mick Jagger, que é formado em Economia, impressionado com o talento de Klein para o negócio e o resultado conseguido por ele com outros artistas, contratou-o para empresariar a banda e chegou a indicá-lo para Paul McCartney. Entretanto, com o tempo, Jagger começou a duvidar da probidade de Klein e em 1968 o demitiu, levando os Stones a criar seu próprio selo e gerirem seu próprio trabalho a partir de 1970, não sem antes Klein conseguir os direitos da maioria das músicas gravadas pelo grupo antes de 1971.
Nota: os direitos de vendagem de músicas como Satisfaction (I Can't Get No) e Simpathy for the Devil, até hoje não pertencem a seus autores, Mick Jagger e Keith Richards, mas a Allen Klein, que as comprou do produtor do grupo nesta época, Phil Spector, e lança regularmente coletâneas com os principais clássicos, através de sua empresa ABKCO.

## Os Beatles
Em 1969, a Apple Corps Ltd, empresa fundada pelos Beatles para cuidar de seus negócios, estava completamente desestruturada economicamente e em via de falência depois da morte de Brian Epstein, o cérebro por trás do grupo, que cuidava dos contratos e da contabilidade da banda. Numa entrevista neste ano, John Lennon declarou que eles estariam quebrados em seis meses se as coisas continuassem como estavam.
Klein então procurou Lennon e numa conversa impressionou o músico por seus conhecimentos dos meandros do negócio e por seu jeito de homem das ruas, simples no linguajar e sem a afetação do pai de Linda Eastman, namorada de McCartney e outro pretendente ao cargo de empresário dos Beatles, atitudes estas que o tornaram simpático ao beatle. Lennon então convenceu George Harrison e Ringo Starr a apoiarem a escolha de Klein, mesmo contra a vontade de Paul McCartney, que nunca colocou sua assinatura no contrato entre a banda e o empresário.
Este desacordo sobre o escolhido para ser o novo empresário dos Beatles, aliado a uma década de ressentimentos internos, desconfianças mútuas e inseguranças emocionais e de poder entre eles, foi um dos fatores chave para o fim do grupo um ano depois.
Com a péssima situação financeira da Apple, Klein propôs ao grupo trabalhar sob percentagem de lucros e em pouco tempo começou a mostrar seu estilo empresarial e de administração: renegociou os rendimentos do grupo com a EMI, gravadora detentora da maior parte do catálogo musical dos Fab Four, conseguindo para eles a mais alta percentagem em venda de discos da época; por outro lado, seu estilo abrasivo de negociação e administração causou a maior demissão em massa entre os profissionais que viviam em volta do grupo, na Apple e fora dela.
Seus métodos agressivos deram resultado, recuperando as finanças da empresa e dos integrantes do grupo. Entretanto, apesar do sucesso de Klein, McCartney continuou desconfiando dele e viria a processar os três companheiros em 1971, após o fim da banda, pelo que ele considerou a causa de um "divórcio' entre eles, e os Beatles como uma unidade empresarial terminou.
As relações profissionais de Klein com John, George e Ringo viriam a durar até 1979.